# 一方
一方（いっぽう）は岡山県津山市にある地名。郵便番号は708-0883。

## 地理
吉井川の南、皿川の東に位置する。西は平福、皿、津山口、東は津山口、井口、大谷、昭和町二丁目、南は種、皿、北は二宮、小田中、鉄砲町と接する。
国道53号線付近の平地と神奈備山の山頂付近から中腹あたりからなり、平地と神奈備山側とではかなり離れていることから、佐良山小学校の区分として神奈備山側を一方南として区別している。また、町内会も一方町内会と一方南町内会で別に存在する。

### 河川
- 吉井川
- 皿川

## 歴史

### 沿革
- 1889年6月1日 - 町村制施行に伴い、久米南条郡一方村が同郡井口村、大谷村、北村、皿村、高尾村、中島村、平福、福田村と合併し、佐良山村となる。一方村は大字一方となる。
- 1900年4月1日 - 久米南条郡が久米北条郡と合併し、久米郡となる。
- 1901年4月1日 - 佐良山村大字大谷が福岡村へ編入される。
- 1941年2月11日 -久米郡佐良山村が苫田郡東苫田村とともに津山市へ編入される。

## 世帯数と人口
2021年（令和3年）1月1日現在の世帯数と人口は以下の通りである。
| 町丁 | 世帯数  | 人口    |
| ---- | ------- | ------- |
| 一方 | 719世帯 | 1,383人 |

## 小・中学校の学区
市立小・中学校に通う場合、学区は以下の通りとなる。
| 番地 | 小学校               | 中学校               |
| ---- | -------------------- | -------------------- |
| 全域 | 津山市立佐良山小学校 | 津山市立津山西中学校 |

## 交通

### 道路
- 国道53号（一部は国道429号と重複、残りが国道179号、国道429号と重複区間）
- 国道179号（国道53号、国道429号と重複区間）
- 国道429号（一部は国道53号と重複、残りが国道53号、国道179号と重複区間）

## 施設
- 津山市佐良山公民館一方南分館
- 佐良神社
- ダイハツ販売津山店
- 岡山マツダ津山店
- 岡山トヨタ自動車津山店